# Giulio Pontedera
Giulio Pontedera (Vicenza, 7 maggio 1688 – Lonigo, 3 settembre 1757) è stato un botanico italiano.

## Biografia
Figlio di Antonio e della nobile Lucia Zanonati, nacque in una famiglia di lontana origine pisana, stabilitasi in Veneto verso il 1530.
Studiò inizialmente presso i somaschi di Vicenza, quindi passò all'Università di Padova dove uscì laureato in filosofia e medicina il 28 maggio 1715. Tra i suoi insegnanti vi fu l'anatomista Giovanni Battista Morgagni, con il quale mantenne un legame di amicizia e collaborazione scientifica (tra l'altro, lo affiancava nelle dissezioni).
La sua vera passione sin dalla giovane età fu però la botanica. Nel 1719 gli furono affidate, in sostituzione di Felice Viali, la cattedra di ostensio simplicium e la direzione dell'orto botanico. Sotto la sua gestione il giardino si arricchì di numerose nuove specie, grazie anche alla costruzione di serre riscaldate e all'ampliamento di quelle preesistenti. Allo scopo di scambiare semi e piante, stabilì contatti con numerosi scienziati dell'epoca, di cui si ricordano il fisiologo Albrecht von Haller, il medico Herman Boerhaave e i botanici Giuseppe Monti e Pier Antonio Micheli. Tra i suoi aiutanti si cita Vitaliano Donati, laureatosi in medicina nel 1739.
Le sue opere principali furono il Compendium tabularum botanicarum (Padova, 1718) e l'Anthologia sive de floris natura (Padova, 1720). La prima è una raccolta delle sue ricerche condotte sulla flora d'Italia. La seconda, più importante, è incentrata sulla morfologia del fiore e sulla funzione delle sue parti, sulla base degli studi del botanico francese Joseph Pitton de Tournefort; era infatti un convinto oppositore di Carlo Linneo e delle sue teorie a sostegno della sessualità e della fecondazione dei fiori. Ciononostante, lo svedese volle dedicargli il genere Pontederia, cui appartengono varie piante acquatiche.
Come altri scienziati del tempo, si interessò anche all'antichità greca e romana. Membro dell'Accademia dei Ricovrati, tre sue memorie furono premiate dall'Accademia di iscrizione e belle lettere di Parigi. Collaborò alla stesura degli Scriptores rei rusticae del filologo tedesco Johann Matthias Gesner (1735) e diede alle stampe le Antiquitatum latinarum graecarumque enarrationes atque emendationes, una raccolta di sessantotto lettere inviate all'erudito vicentino Andrea Marano (1740). Nel 1791 la vedova pubblicò postumi due volumi di Epistolae ac dissertationes, a tema sia scientifico che antiquario.
Il 21 settembre 1740 aveva infatti sposato Elisabetta Poleni, figlia del celebre scienziato Giovanni Poleni. L'anno successivo nacque la sua unica figlia, Giovanna, andata in sposa al conte veronese Giacomo Schioppo.
Oltre che a Padova, Pontedera trascorreva lunghi periodi nella casa di famiglia a Lonigo, dove continuava a dedicarsi alla botanica coltivando in giardino numerose varietà vegetali. Di salute malferma, fu qui che morì nel 1757, venendo sepolto nel duomo cittadino.

## Opere

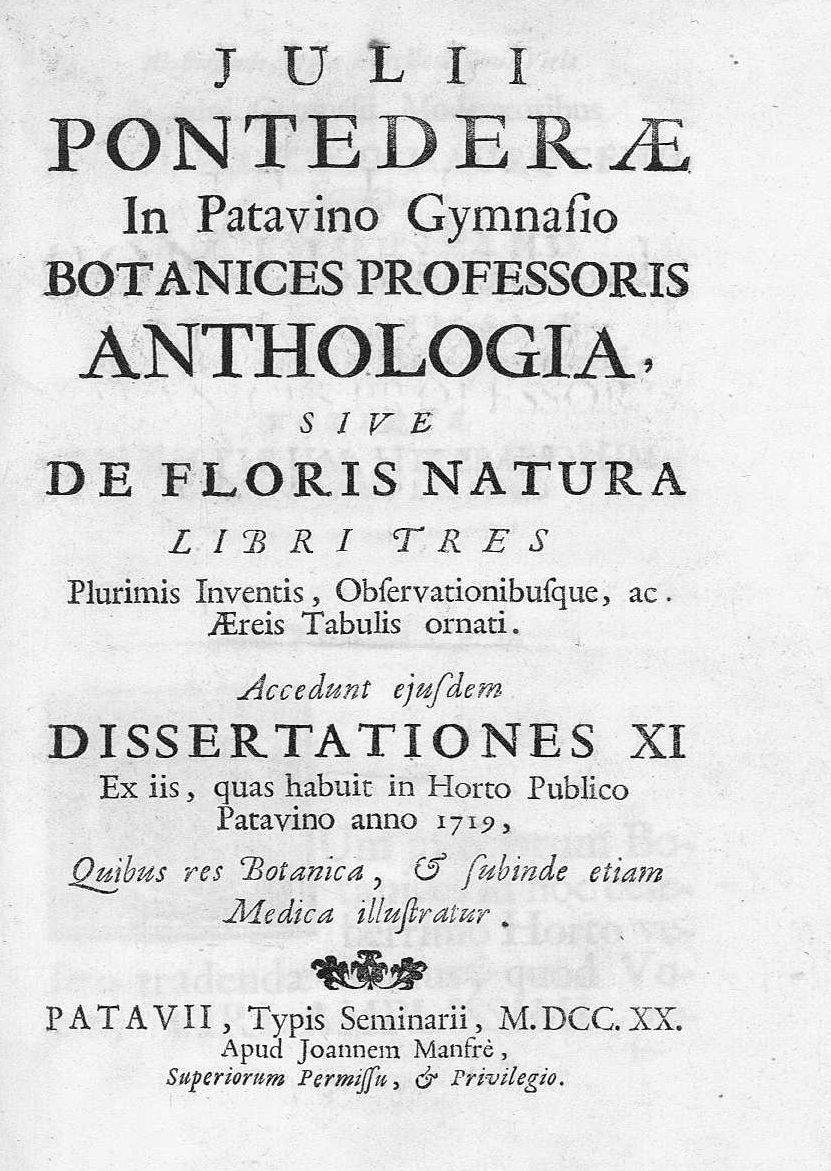
Anthologia, 1720

- Compendium tabularum botanicarum, Padova, Giovanni Manfré, 1718.
- Anthologia, sive De floris natura libri tres plurimis inventis, Padova, Giovanni Manfré, 1720.
- Antiquitatum Latinarum Graecarumque enarrationes atque emendationes praecipue ad veteris anni rationem attinentes epistolis 68., Padova, Giovanni Manfré, 1740.
- Epistolae ac dissertationes opus posthumum in duos tomos distributum, Padova, Niccolò Bettinelli, 1791, 2 voll.